# Danh sách đô thị tại Burgos
Đây là danh sách các đô thị ở tỉnh Burgos trong cộng đồng tự trị Castile và León, Tây Ban Nha.
| Tên                                         | Dân số (2002) |
| ------------------------------------------- | ------------- |
| Abajas                                      | 55            |
| Adrada de Haza                              | 273           |
| Aguas Cándidas                              | 94            |
| Aguilar de Bureba                           | 84            |
| Albillos                                    | 163           |
| Alcocero de Mola                            | 52            |
| Alfoz de Bricia                             | 134           |
| Alfoz de Quintanadueñas                     | 1.077         |
| Alfoz de Santa Gadea                        | 151           |
| Altable                                     | 60            |
| Los Altos                                   | 221           |
| Ameyugo                                     | 84            |
| Anguix                                      | 153           |
| Aranda de Duero                             | 30.309        |
| Arandilla                                   | 193           |
| Arauzo de Miel                              | 387           |
| Arauzo de Salce                             | 70            |
| Arauzo de Torre                             | 107           |
| Arcos                                       | 311           |
| Arenillas de Riopisuerga                    | 230           |
| Arija                                       | 222           |
| Arlanzón                                    | 373           |
| Arraya de Oca                               | 58            |
| Atapuerca                                   | 202           |
| Los Ausines                                 | 138           |
| Avellanosa de Muñó                          | 152           |
| Bahabón de Esgueva                          | 136           |
| Los Balbases                                | 350           |
| Baños de Valdearados                        | 454           |
| Bañuelos de Bureba                          | 44            |
| Barbadillo de Herreros                      | 145           |
| Barbadillo del Mercado                      | 175           |
| Barbadillo del Pez                          | 101           |
| Barrio de Muñó                              | 35            |
| Los Barrios de Bureba                       | 249           |
| Barrios de Colina                           | 75            |
| Basconcillos del Tozo                       | 377           |
| Bascuñana                                   | 62            |
| Belbimbre                                   | 81            |
| Belorado                                    | 2.079         |
| Berberana                                   | 86            |
| Berlangas de Roa                            | 247           |
| Berzosa de Bureba                           | 50            |
| Bozoó                                       | 121           |
| Brazacorta                                  | 94            |
| Briviesca                                   | 6.441         |
| Bugedo                                      | 125           |
| Buniel                                      | 174           |
| Burgos                                      | 167.962       |
| Busto de Bureba                             | 221           |
| Cabañes de Esgueva                          | 263           |
| Cabezón de la Sierra                        | 75            |
| Caleruega                                   | 424           |
| Campillo de Aranda                          | 194           |
| Campolara                                   | 88            |
| Canicosa de la Sierra                       | 629           |
| Cantabrana                                  | 47            |
| Carazo                                      | 50            |
| Carcedo de Bureba                           | 43            |
| Carcedo de Burgos                           | 173           |
| Cardeñadijo                                 | 616           |
| Cardeñajimeno                               | 513           |
| Cardeñuela Riopico                          | 92            |
| Carrias                                     | 42            |
| Cascajares de Bureba                        | 58            |
| Cascajares de la Sierra                     | 29            |
| Castellanos de Castro                       | 67            |
| Castil de Peones                            | 31            |
| Castildelgado                               | 79            |
| Castrillo de la Reina                       | 269           |
| Castrillo de la Vega                        | 595           |
| Castrillo de Riopisuerga                    | 84            |
| Castrillo del Val                           | 507           |
| Castrillo Matajudíos                        | 80            |
| Castrojeriz                                 | 976           |
| Cayuela                                     | 132           |
| Cavia                                       | 236           |
| Cebrecos                                    | 79            |
| Celada del Camino                           | 97            |
| Cerezo de Río Tirón                         | 758           |
| Cerratón de Juarros                         | 71            |
| Ciadoncha                                   | 116           |
| Cillaperlata                                | 56            |
| Cilleruelo de Abajo                         | 318           |
| Cilleruelo de Arriba                        | 81            |
| Ciruelos de Cervera                         | 153           |
| Cogollos                                    | 254           |
| Condado de Treviño                          | 1.127         |
| Contreras                                   | 110           |
| Coruña del Conde                            | 167           |
| Covarrubias                                 | 640           |
| Cubillo del Campo                           | 76            |
| Cubo de Bureba                              | 114           |
| La Cueva de Roa                             | 111           |
| Cuevas de San Clemente                      | 65            |
| Encío                                       | 65            |
| Espinosa de Cervera                         | 111           |
| Espinosa de los Monteros                    | 2.042         |
| Espinosa del Camino                         | 37            |
| Estépar                                     | 817           |
| Fontioso                                    | 74            |
| Frandovínez                                 | 95            |
| Fresneda de la Sierra Tirón                 | 119           |
| Fresneña                                    | 113           |
| Fresnillo de las Dueñas                     | 315           |
| Fresno de Río Tirón                         | 245           |
| Fresno de Rodilla                           | 48            |
| Frías                                       | 251           |
| Fuentebureba                                | 76            |
| Fuentecén                                   | 267           |
| Fuentelcésped                               | 179           |
| Fuentelisendo                               | 118           |
| Fuentemolinos                               | 117           |
| Fuentenebro                                 | 197           |
| Fuentespina                                 | 646           |
| Galbarros                                   | 32            |
| La Gallega                                  | 87            |
| Grijalba                                    | 121           |
| Grisaleña                                   | 49            |
| Gumiel de Izán                              | 607           |
| Gumiel de Mercado                           | 358           |
| Hacinas                                     | 208           |
| Haza                                        | 36            |
| Hontanas                                    | 67            |
| Hontangas                                   | 149           |
| Hontoria de la Cantera                      | 136           |
| Hontoria de Valdearados                     | 210           |
| Hontoria del Pinar                          | 820           |
| Las Hormazas                                | 143           |
| Hornillos del Camino                        | 74            |
| La Horra                                    | 446           |
| Hortigüela                                  | 126           |
| Hoyales de Roa                              | 276           |
| Huérmeces                                   | 147           |
| Huerta de Rey                               | 1.200         |
| Humada                                      | 196           |
| Hurones                                     | 67            |
| Ibeas de Juarros                            | 1.025         |
| Ibrillos                                    | 100           |
| Iglesiarrubia                               | 57            |
| Iglesias                                    | 180           |
| Isar                                        | 412           |
| Itero del Castillo                          | 122           |
| Jaramillo de la Fuente                      | 31            |
| Jaramillo Quemado                           | 17            |
| Junta de Traslaloma                         | 188           |
| Junta de Villalba de Losa                   | 97            |
| Jurisdicción de Lara                        | 63            |
| Jurisdicción de San Zadornil                | 80            |
| Lerma                                       | 2.558         |
| Llano de Bureba                             | 54            |
| Madrigal del Monte                          | 197           |
| Madrigalejo del Monte                       | 214           |
| Mahamud                                     | 175           |
| Mambrilla de Castrejón                      | 149           |
| Mambrillas de Lara                          | 74            |
| Mamolar                                     | 67            |
| Manciles                                    | 40            |
| Mazuela                                     | 81            |
| Mecerreyes                                  | 312           |
| Medina de Pomar                             | 5.024         |
| Melgar de Fernamental                       | 1.986         |
| Merindad de Cuesta-Urria                    | 505           |
| Merindad de Montija                         | 914           |
| Merindad de Río Ubierna                     | 1.360         |
| Merindad de Sotoscueva                      | 540           |
| Merindad de Valdeporres                     | 504           |
| Merindad de Valdivielso                     | 533           |
| Milagros                                    | 502           |
| Miranda de Ebro                             | 36.240        |
| Miraveche                                   | 110           |
| Modúbar de la Emparedada                    | 309           |
| Monasterio de la Sierra                     | 39            |
| Monasterio de Rodilla                       | 221           |
| Moncalvillo                                 | 114           |
| Monterrubio de la Demanda                   | 96            |
| Montorio                                    | 173           |
| Moradillo de Roa                            | 219           |
| Nava de Roa                                 | 260           |
| Navas de Bureba                             | 49            |
| Nebreda                                     | 102           |
| Neila                                       | 228           |
| Olmedillo de Roa                            | 195           |
| Olmillos de Muñó                            | 43            |
| Oña                                         | 1.532         |
| Oquillas                                    | 79            |
| Orbaneja Riopico                            | 177           |
| Padilla de Abajo                            | 102           |
| Padilla de Arriba                           | 130           |
| Padrones de Bureba                          | 65            |
| Palacios de la Sierra                       | 897           |
| Palacios de Riopisuerga                     | 31            |
| Palazuelos de la Sierra                     | 81            |
| Palazuelos de Muñó                          | 72            |
| Pampliega                                   | 417           |
| Pancorbo                                    | 484           |
| Pardilla                                    | 125           |
| Partido de la Sierra en Tobalina            | 68            |
| Pedrosa de Duero                            | 517           |
| Pedrosa de Río Úrbel                        | 274           |
| Pedrosa del Páramo                          | 111           |
| Pedrosa del Príncipe                        | 243           |
| Peñaranda de Duero                          | 600           |
| Peral de Arlanza                            | 234           |
| Piérnigas                                   | 42            |
| Pineda de la Sierra                         | 128           |
| Pineda Trasmonte                            | 182           |
| Pinilla de los Barruecos                    | 142           |
| Pinilla de los Moros                        | 50            |
| Pinilla Trasmonte                           | 219           |
| Poza de la Sal                              | 388           |
| Prádanos de Bureba                          | 53            |
| Pradoluengo                                 | 1.667         |
| Presencio                                   | 260           |
| La Puebla de Arganzón                       | 412           |
| Puentedura                                  | 129           |
| Quemada                                     | 248           |
| Quintana del Pidio                          | 188           |
| Quintanabureba                              | 46            |
| Quintanaélez                                | 87            |
| Quintanaortuño                              | 139           |
| Quintanapalla                               | 119           |
| Quintanar de la Sierra                      | 1.944         |
| Quintanavides                               | 88            |
| Quintanilla de la Mata                      | 165           |
| Quintanilla del Agua y Tordueles            | 574           |
| Quintanilla del Coco                        | 116           |
| Quintanilla San García                      | 96            |
| Quintanilla Vivar                           | 546           |
| Las Quintanillas                            | 371           |
| Rabanera del Pinar                          | 135           |
| Rábanos                                     | 91            |
| Rabé de las Calzadas                        | 165           |
| Rebolledo de la Torre                       | 157           |
| Redecilla del Camino                        | 152           |
| Redecilla del Campo                         | 88            |
| Regumiel de la Sierra                       | 461           |
| Reinoso                                     | 23            |
| Retuerta                                    | 67            |
| Revilla del Campo                           | 116           |
| Revilla Vallejera                           | 130           |
| La Revilla y Ahedo                          | 130           |
| Revillarruz                                 | 157           |
| Rezmondo                                    | 26            |
| Riocavado de la Sierra                      | 72            |
| Roa                                         | 2.272         |
| Rojas                                       | 93            |
| Royuela de Río Franco                       | 317           |
| Rubena                                      | 179           |
| Rublacedo de Abajo                          | 34            |
| Rucandio                                    | 104           |
| Salas de Bureba                             | 152           |
| Salas de los Infantes                       | 2.064         |
| Saldaña de Burgos                           | 126           |
| Salinillas de Bureba                        | 54            |
| San Adrián de Juarros                       | 48            |
| San Juan del Monte                          | 170           |
| San Mamés de Burgos                         | 211           |
| San Martín de Rubiales                      | 235           |
| San Millán de Lara                          | 75            |
| San Vicente del Valle                       | 50            |
| Santa Cecilia                               | 124           |
| Santa Cruz de la Salceda                    | 175           |
| Santa Cruz del Valle Urbión                 | 119           |
| Santa Gadea del Cid                         | 177           |
| Santa Inés                                  | 192           |
| Santa María del Campo                       | 728           |
| Santa María del Invierno                    | 68            |
| Santa María del Mercadillo                  | 183           |
| Santa María Rivarredonda                    | 116           |
| Santa Olalla de Bureba                      | 40            |
| Santibáñez de Esgueva                       | 149           |
| Santibáñez del Val                          | 64            |
| Santo Domingo de Silos                      | 305           |
| Sargentes de la Lora                        | 189           |
| Sarracín                                    | 250           |
| Sasamón                                     | 1.464         |
| La Sequera de Haza                          | 59            |
| Solarana                                    | 111           |
| Sordillos                                   | 31            |
| Sotillo de la Ribera                        | 608           |
| Sotragero                                   | 174           |
| Sotresgudo                                  | 698           |
| Susinos del Páramo                          | 111           |
| Tamarón                                     | 51            |
| Tardajos                                    | 615           |
| Tejada                                      | 50            |
| Terradillos de Esgueva                      | 125           |
| Tinieblas de la Sierra                      | 49            |
| Tobar                                       | 49            |
| Tordómar                                    | 384           |
| Torrecilla del Monte                        | 87            |
| Torregalindo                                | 143           |
| Torrelara                                   | 26            |
| Torrepadre                                  | 110           |
| Torresandino                                | 822           |
| Tórtoles de Esgueva                         | 529           |
| Tosantos                                    | 57            |
| Trespaderne                                 | 1.037         |
| Tubilla del Agua                            | 190           |
| Tubilla del Lago                            | 182           |
| Úrbel del Castillo                          | 99            |
| Vadocondes                                  | 445           |
| Valdeande                                   | 140           |
| Valdezate                                   | 181           |
| Valdorros                                   | 143           |
| Valmala                                     | 30            |
| Vallarta de Bureba                          | 64            |
| Valle de las Navas                          | 649           |
| Valle de Losa                               | 651           |
| Valle de Manzanedo                          | 129           |
| Valle de Mena                               | 3.395         |
| Valle de Oca                                | 231           |
| Valle de Santibáñez                         | 602           |
| Valle de Sedano                             | 537           |
| Valle de Tobalina                           | 1.077         |
| Valle de Valdebezana                        | 723           |
| Valle de Valdelaguna                        | 214           |
| Valle de Valdelucio                         | 354           |
| Valle de Zamanzas                           | 81            |
| Vallejera                                   | 62            |
| Valles de Palenzuela                        | 103           |
| Valluércanes                                | 108           |
| La Vid de Bureba                            | 41            |
| La Vid y Barrios                            | 325           |
| Vileña                                      | 36            |
| Viloria de Rioja                            | 64            |
| Vilviestre del Pinar                        | 771           |
| Villadiego                                  | 1.959         |
| Villaescusa de Roa                          | 173           |
| Villaescusa la Sombría                      | 62            |
| Villaespasa                                 | 29            |
| Villafranca Montes de Oca                   | 196           |
| Villafruela                                 | 280           |
| Villagalijo                                 | 69            |
| Villagonzalo Pedernales                     | 898           |
| Villahoz                                    | 389           |
| Villalba de Duero                           | 629           |
| Villalbilla de Burgos                       | 702           |
| Villalbilla de Gumiel                       | 129           |
| Villaldemiro                                | 74            |
| Villalmanzo                                 | 484           |
| Villamayor de los Montes                    | 232           |
| Villamayor de Treviño                       | 113           |
| Villambistia                                | 70            |
| Villamedianilla                             | 27            |
| Villamiel de la Sierra                      | 39            |
| Villangómez                                 | 326           |
| Villanueva de Argaño                        | 125           |
| Villanueva de Carazo                        | 29            |
| Villanueva de Gumiel                        | 301           |
| Villanueva de Teba                          | 63            |
| Villaquirán de la Puebla                    | 61            |
| Villaquirán de los Infantes                 | 200           |
| Villarcayo de Merindad de Castilla la Vieja | 3.877         |
| Villariezo                                  | 300           |
| Villasandino                                | 253           |
| Villasur de Herreros                        | 323           |
| Villatuelda                                 | 65            |
| Villaverde del Monte                        | 187           |
| Villaverde-Mogina                           | 119           |
| Villayerno Morquillas                       | 190           |
| Villazopeque                                | 82            |
| Villegas                                    | 122           |
| Villoruebo                                  | 53            |
| Vizcaínos                                   | 66            |
| Zael                                        | 133           |
| Zarzosa de Río Pisuerga                     | 56            |
| Zazuar                                      | 265           |
| Zuñeda                                      | 83            |